# Дионисио Калво
Дионисио (Чито) Калво (на филипински: Dionisio „Chito“ Calvo; 20 ноември 1903, Манила, Испански Източни Индии – 9 декември 1977, Сан Франциско, САЩ) е виден филипински спортен състезател – баскетболист и плувец, и изявен треньор на национални отбори на Филипините – отбора по баскетбол и отбора по футбол.

## Биография
Чито се ражда на 20 ноември 1903 година в Сампалок – квартал на столицата Манила.
Завършва основното училище „Атенео“ и средно училище в Манила. Следва специалност „Селско стопанство“ в местен университет.

### Плуване
По онова време неговата първа страст е плуването. Само след няколко тренировки вече е член на националния отбор на страната си. Между 1921 и 1923 г. е в отбора, който участва в Далекоизточните игри – надпреварата води началото си от 1913 г. и е предшественик на по-сетните Азиатски игри, провеждани от 1951 г.
Трябва да се отбележи, че от 1898 година Филипините са под окупация на САЩ и влиянието на янките се усеща силно и в спорта. Бейзболът и баскетболът са № 1, но в крайна сметка оранжевата топка става първата любов на филипинците. Калво изоставя плуването и скоковете във вода.

### Баскетбол
Скоро се влюбва в баскетбола. През 1925 г. е вече състезател от националния отбор на Филипините по баскетбол в надпреварата от Далекоизточните игри. Посвещава се на баскетбола и става шампион на страната си с университетския отбор през 1926 г. После има няколко успешни сезона с екипа на „Манила спортинг гудс“.
В началото на 1930-те год. се посвещава на треньорска кариера. Първоначално ръководи отборите на „Сан Берда“ и университета „Санто Томас“, после застава начело на мъжкия национален отбор на страната си. Първото му изпитание са Олимпийските игри в Берлин през 1936 г. Там филипинците показват класата си, като първо побеждават Мексико с 32:30, а след това и Естония с 39:22. На четвъртфиналите тимът на Калво излиза срещу големите фаворити от САЩ и губи с 23:56. След това Филипините побеждават последователно Италия с 32:14 и Уругвай с 32:23 и застават на 5-о място в крайното класиране.
Сред звездите на отбора, останали завинаги в историята с 5-о място на олимпиадата в Берлин, са Амброзио Падиля, Примитиво Мартинес и Чарли Борк. Някои от тях вземат участие и в олимпиадата в Лондон през 1948 г. В английската столица нещата не са толкова розови. Филипините губят в мача си за 11-о място от Белгия с 34:38.
Заради големия му принос към играта в Азия Международната федерация по баскетбол (ФИБА) включва посмъртно Дионисио Калво в Залата на славата в Алкобендас (предградие на Мадрид) през 2007 г.

### Футбол
Въпреки че се занимава само с любителски футбол, Калво приема сериозно предизвикателство и застава начело на националния отбор на Филипините за участие в Далекоизточните игри през 1934 г. Те се провеждат в Манила, а съперници на домакините са Китай, Нидерландска Източна Индия (сега Индонезия) и Япония. Всички мачове се играят на стадион „Ризал Мемориал“. Полувремената са нестандартни – по 35 минути.
В първия мач на 12 май 1934 г. домакините излизат срещу големия фаворит Китай. Мачът пред близо 40 000 зрители е извънредно груб: в резултат 2 филипинци са с фрактури (счупено рамо и глезен), контузени са 4 китайци. Китай побеждава с 2:0, Калво представителите на домакините имат претенции за първия гол (топката е напуснала полето преди гола). Делегациите на Япония и Нидерландска Източна Индия отправят официален протест до организаторите, който не е уважен. Техните отбори също губят от Китай, победителят е безапелационен.
През 1954 г. Калво участва в Азиатските игри, които отново се провеждат в Манила. И тогава се играе по нестандартни правила – 2 полувремена по 40 минути. Домакините губят от Виетнам с 2:3 и от Тайван с 0:4.
Калво умира на 9 декември 1977 г. Остава в историята на филипинския спорт сред неговите най-заслужили дейци.

## Постижения
Баскетболен шампионат на Филипините
- NCAA
  -  Шампион (1): 1926

Далекоизточни игри
- Шампион (1): 1925

Летни олимпийски игри
- 5-о място (1): 1936 (като треньор)
  - 12-о място (1): 1948 (като треньор)

Азиатски игри
- Шампион (1): 1951
- 2007 г.: член на Залата на славата на ФИБА (посмъртно)